# Кубок мира по биатлону 2009/2010
Кубок мира по биатлону сезона 2009—2010 — серия международных соревнований по биатлону, состоявшая из 10 этапов, которые начались 2 декабря 2009 года в шведском Эстерсунде и завершились 28 марта 2010 года в российском Ханты-Мансийске. Соревнования по биатлону на зимних Олимпийских играх 2010 прошли в канадском Ванкувере с 12 по 26 февраля.

## Национальные квоты участия
Количество биатлонистов, принимающих участие в Кубке мира от отдельной национальной сборной, определяется в соответствии с результатами команды в предыдущем сезоне. Четыре лидирующие страны выставляют по семь атлетов. Страны, занявшие с пятого по восьмое места — шесть, следующие четыре страны по пять спортсменов, остальные десять стран по четыре атлета каждая. В связи с допинговым скандалом прошлогоднего сезона Россия выставляет только по шесть спортсменов в мужской и женской командах.
Любые страны могут выставить двух спортсменов, прошедших квалификацию на соответствующих соревнованиях, таких, как Кубок IBU.

## Травмы участников перед/в течение сезона
Перед олимпийским сезоном 2009/2010, множество биатлонистов получили травмы или ещё не оправились от таковых в начале сезона и в течение его. Среди них множество лидеров своих сборных.
Лидер женской сборной Эстонии, Эвели Сауэ, неудачно упала перед самым началом первой гонки сезона и выбыла из соревнований на целый месяц. Сауэ удалось вернуться на Кубок Мира уже в январе, но последствия травмы позволили занять ей место лишь в конце общего протокола. Лидер женской сборной Румынии, Ева Тофалви, проведшая феноменальный прошлый сезон (11 место в общем зачете), пропустила первые старты сезона из-за инфекции в бедре, а далее не смогла бороться за высокие места в гонках из-за спада после заражения. Чешская биатлонистка Вероника Виткова переболевшая менингитом, провалила все гонки сезона в которых принимала участие из-за того, что, после тяжелой болезни, слишком поздно возобновила свои тренировки. Лидер сборной Словакии, Анастасия Кузьмина, в разгар сезона сломала руку на одной из тренировок и пропустила январские этапы Кубка Мира, впрочем это не помешало ей завоевать две медали Олимпийских Игр.

## Календарь соревнований
В зачёт Кубка мира пойдут результаты 9 этапов, а также результаты соревнований по биатлону на Олимпийских играх в Ванкувере.
| Место                               | Дата                                | Спр | Пр | МС | Инд | Эст | СЭ | Примечания                              |
| ----------------------------------- | ----------------------------------- | --- | -- | -- | --- | --- | -- | --------------------------------------- |
| Эстерсунд                           | 2—6 декабря                         | ●   |    |    | ●   | ●   |    | результаты                              |
| Хохфильцен                          | 11—13 декабря                       | ●   | ●  |    |     | ●   |    | результаты                              |
| Поклюка                             | 17—20 декабря                       | ●   | ●  |    | ●   |     |    | результаты                              |
| Оберхоф                             | 6—10 января                         | ●   |    | ●  |     | ●   |    | результаты                              |
| Рупольдинг                          | 13—17 января                        | ●   |    | ●  |     | ●   |    | результаты                              |
| Антхольц / Антерсельва              | 20—24 января                        | ●   | ●  |    | ●   |     |    | результаты                              |
| Ванкувер                            | 13—26 февраля                       | ●   | ●  | ●  | ●   | ●   |    | ОИ 2010 результаты                      |
| Контиолахти                         | 12—14 марта                         | ●   | ●  |    |     |     | ●  | результаты                              |
| Осло / Хольменколлен                | 18—21 марта                         | ●   | ●  | ●  |     |     |    | результаты                              |
| Ханты-Мансийск                      | 25—27 марта                         | ●   |    | ●  |     |     | ●  | ЧМ 2010 (смешанная эстафета) результаты |
| Всего разыграно 62 комплекта наград | Всего разыграно 62 комплекта наград | 20  | 12 | 10 | 8   | 10  | 2  |                                         |

## Зачёт призовых мест
В нижеприведённой таблице отражено, сколько раз представители разных стран в этом сезоне поднимались на пьедестал по итогам гонок.
| Страна   | м/ж       |    |    |    |
| -------- | --------- | -- | -- | -- |
| Германия | всего     | 14 | 13 | 13 |
| Германия | мужчины   | 1  | 4  | 4  |
| Германия | женщины   | 12 | 8  | 9  |
| Германия | смешанная | 1  | 1  | 0  |
| Россия   | всего     | 14 | 12 | 6  |
| Россия   | мужчины   | 8  | 4  | 3  |
| Россия   | женщины   | 6  | 8  | 3  |
| Россия   | смешанная | 0  | 0  | 0  |
| Норвегия | всего     | 13 | 8  | 8  |
| Норвегия | мужчины   | 10 | 7  | 4  |
| Норвегия | женщины   | 2  | 0  | 4  |
| Норвегия | смешанная | 1  | 1  | 0  |
| Швеция   | всего     | 8  | 5  | 6  |
| Швеция   | мужчины   | 1  | 0  | 1  |
| Швеция   | женщины   | 7  | 5  | 4  |
| Швеция   | смешанная | 0  | 0  | 1  |
| Франция  | всего     | 5  | 7  | 9  |
| Франция  | мужчины   | 5  | 3  | 4  |
| Франция  | женщины   | 0  | 4  | 5  |
| Франция  | смешанная | 0  | 0  | 0  |
| Австрия  | всего     | 4  | 7  | 7  |
| Австрия  | мужчины   | 4  | 7  | 7  |
| Австрия  | женщины   | 0  | 0  | 0  |
| Австрия  | смешанная | 0  | 0  | 0  |

| Страна   | м/ж       |   |   |   |
| -------- | --------- | - | - | - |
| Беларусь | всего     | 2 | 3 | 2 |
| Беларусь | мужчины   | 0 | 1 | 0 |
| Беларусь | женщины   | 2 | 2 | 2 |
| Беларусь | смешанная | 0 | 0 | 0 |
| Словакия | всего     | 1 | 2 | 2 |
| Словакия | мужчины   | 0 | 0 | 1 |
| Словакия | женщины   | 1 | 2 | 1 |
| Словакия | смешанная | 0 | 0 | 0 |
| Украина  | всего     | 1 | 1 | 1 |
| Украина  | мужчины   | 1 | 0 | 1 |
| Украина  | женщины   | 0 | 1 | 0 |
| Украина  | смешанная | 0 | 0 | 0 |
| США      | всего     | 0 | 2 | 1 |
| США      | мужчины   | 0 | 2 | 1 |
| США      | женщины   | 0 | 0 | 0 |
| США      | смешанная | 0 | 0 | 0 |
| Италия   | всего     | 0 | 2 | 1 |
| Италия   | мужчины   | 0 | 2 | 0 |
| Италия   | женщины   | 0 | 0 | 0 |
| Италия   | смешанная | 0 | 0 | 1 |
| Эстония  | всего     | 0 | 1 | 0 |
| Эстония  | мужчины   | 0 | 1 | 0 |
| Эстония  | женщины   | 0 | 0 | 0 |
| Эстония  | смешанная | 0 | 0 | 0 |

| Страна    | м/ж       |   |   |   |
| --------- | --------- | - | - | - |
| Казахстан | всего     | 0 | 1 | 0 |
| Казахстан | мужчины   | 0 | 0 | 0 |
| Казахстан | женщины   | 0 | 1 | 0 |
| Казахстан | смешанная | 0 | 0 | 0 |
| Финляндия | всего     | 0 | 0 | 1 |
| Финляндия | мужчины   | 0 | 0 | 0 |
| Финляндия | женщины   | 0 | 0 | 1 |
| Финляндия | смешанная | 0 | 0 | 0 |
| Швейцария | всего     | 0 | 0 | 1 |
| Швейцария | мужчины   | 0 | 0 | 1 |
| Швейцария | женщины   | 0 | 0 | 0 |
| Швейцария | смешанная | 0 | 0 | 0 |
| Польша    | всего     | 0 | 0 | 1 |
| Польша    | мужчины   | 0 | 0 | 1 |
| Польша    | женщины   | 0 | 0 | 0 |
| Польша    | смешанная | 0 | 0 | 0 |
| Хорватия  | всего     | 0 | 0 | 1 |
| Хорватия  | мужчины   | 0 | 0 | 1 |
| Хорватия  | женщины   | 0 | 0 | 0 |
| Хорватия  | смешанная | 0 | 0 | 0 |

## Результаты соревнований

### 1-й этап —Эстерсунд(2 — 6 декабря 2009 года)
| Гонка                                                                                  | Женщины | Мужчины |
| -------------------------------------------------------------------------------------- | --- | --- |
| Индивидуальная гонка 1. 2 декабря 2009 Женщины: 15 км 2. 3 декабря 2009 Мужчины: 20 км | 1. Хелена Юнссон 43:01.4 (1) 2. Анна-Карин Улофссон-Зидек +26.2 (2) 3. Дарья Домрачева +1:16.4 (2) 4. Светлана Слепцова 5. Валя Семеренко 6. Оксана Хвостенко 7. Мари-Лор Брюне 8. Микела Понца 9. Ольга Медведцева 10. Елена Пидгрушная Финишный протокол | 1. Эмиль-Хегле Свендсен 52:43.7 (1) 2. Тим Бёрк +35.5 (1) 3. Кристоф Зуман +49.5 (1) =4. Максим Чудов =4. Фридрих Пинтер 6. Бьёрн Ферри 7. Мартен Фуркад 8. Ларс Бергер 9. Михаэль Грайс 10. Жан-Филипп Легёйллек Финишный протокол      |
| Спринт 1. 5 декабря 2009 Женщины: 7,5 км 2. 5 декабря 2009 Мужчины: 10 км              | 1. Тура Бергер 21:21.5 (0) 2. Ольга Медведцева +6.8 (0) 3. Кайса Мякяряйнен +10.0 (0) 4. Хелена Юнссон 5. Сун Чаоцин 6. Кати Вильхельм 7. Елена Пидгрушная 8. Ван Чуньли 9. Анна-Карин Улофссон-Зидек 10. Оксана Хвостенко Финишный протокол               | 1. Уле-Эйнар Бьёрндален 23:30.1 (0) 2. Эмиль-Хегле Свендсен +25.1 (1) 3. Тим Бёрк +37.2 (0) 4. Кристоф Штефан 5. Михаэль Грайс 6. Андреас Бирнбахер 7. Кристоф Зуман 8. Мартен Фуркад 9. Симон Фуркад 10. Арнд Пайффер Финишный протокол |
| Эстафета 1. 6 декабря 2009 Женщины: 4×6 км 2. 6 декабря 2009 Мужчины: 4×7,5 км         | 1. Германия 1:10:52.5 (0+9) (Бек, Хенкель, Хаусвальд, Вильхельм) 2. Россия +18.4 (0+9) (Слепцова, Булыгина, Зайцева, Медведцева) 3. Франция +1:25.2 (0+10) (Брюне, Бекар, Дорен, Байи) Финишный протокол                                                   | 1. Франция 1:15:10.3 (1+7) (Же, Дефран, С. Фуркад, М. Фуркад) 2. Норвегия +13.7 (3+11) (Свендсен, Ус, Бергер, Бьёрндален) 3. Австрия +18.2 (1+7) (Мезотич, Эдер, Ландертингер, Зуман) Финишный протокол                                  |

Положение спортсменов в общем зачёте после первого этапа:
| 1.  | Хелена Юнссон        | 103 |
| 2.  | Тура Бергер          | 87  |
| =3. | Ольга Медведцева     | 86  |
| =3. | А.-К. Улофссон-Зидек | 86  |
| 5.  | Кайса Мякяряйнен     | 74  |

| 1. | Эмиль-Хегле Свендсен | 114 |
| 2. | Тим Бёрк             | 102 |
| 3. | Кристоф Зуман        | 84  |
| 4. | Михаэль Грайс        | 72  |
| 5. | Мартен Фуркад        | 70  |

### 2-й этап —Хохфильцен(11 — 13 декабря 2009 года)
| Гонка                                                                                     | Женщины | Мужчины |
| ----------------------------------------------------------------------------------------- | --- | --- |
| Спринт 1. 11 декабря 2009 Женщины: 7,5 км 2. 11 декабря 2009 Мужчины: 10 км               | 1. Анна-Карин Улофссон-Зидек 23:10.8 (0) 2. Хелена Юнссон +11.1 (0) 3. Ольга Зайцева +49.7 (1) 4. Симона Хаусвальд 5. Тина Бахман 6. Ольга Медведцева 7. Кати Вильхельм 8. Кун Инчао 9. Сандрин Байи 10. Мартина Бек Финишный протокол          | 1. Уле-Эйнар Бьёрндален 26:14.0 (0) 2. Николай Круглов +6.7 (0) 3. Евгений Устюгов +10.1 (1) 4. Максим Чудов 5. Ларс Бергер 6. Кристоф Зуман 7. Симон Эдер 8. Халвар Ханеволд 9. Эмиль-Хегле Свендсен 10. Симон Фуркад Финишный протокол |
| Гонка преследования 1. 12 декабря 2009 Женщины: 10 км 2. 12 декабря 2009 Мужчины: 12,5 км | 1. Хелена Юнссон 34:09.1 (1) 2. Светлана Слепцова +31.7 (2) 3. Ольга Зайцева +36.0 (2) 4. Мартина Бек 5. Анастасия Кузьмина 6. Андреа Хенкель 7. Симона Хаусвальд 8. Анна-Карин Улофссон-Зидек 9. Тура Бергер 10. Тина Бахман Финишный протокол | 1. Эмиль-Хегле Свендсен 34:36.7 (1) 2. Симон Эдер +1.6 (1) 3. Уле-Эйнар Бьёрндален +3.1 (3) 4. Кристоф Зуман 5. Евгений Устюгов 6. Николай Круглов 7. Бьёрн Ферри 8. Симон Фуркад 9. Ларс Бергер 10. Тим Бёрк Финишный протокол          |
| Эстафета 1. 13 декабря 2009 Женщины: 4×6 км 2. 13 декабря 2009 Мужчины: 4×7,5 км          | 1. Россия 1:13:37.0 (0+6) (Слепцова, Булыгина, Романова, Зайцева) 2. Франция +3.8 (0+7) (Брюне, Бекар, Дорен, Байи) 3. Швеция +4.6 (0+3) (Хёгберг, Улофссон-Зидек, Нильссон, Юнссон) Финишный протокол                                          | 1. Австрия 1:16:13.1 (0+6) (Эдер, Мезотич, Ландертингер, Зуман) 2. Россия +25.7 (1+5) (Черезов, Устюгов, Круглов, Чудов) 3. Германия +32.0 (0+5) (Штефан, Пайффер, Грайс, Шемпп) Финишный протокол                                       |

Положение спортсменов в общем зачёте после второго этапа:
| 1. Хелена Юнссон        | 217 |
| 2. А.-К. Улофссон-Зидек | 180 |
| 3. Светлана Слепцова    | 152 |
| 4. Ольга Медведцева     | 148 |
| 5. Тура Бергер          | 146 |

| 1. Эмиль-Хегле Свендсен | 206 |
| 2. Уле-Эйнар Бьёрндален | 168 |
| 3. Кристоф Зуман        | 165 |
| 4. Тим Бёрк             | 154 |
| 5. Мартен Фуркад        | 126 |

### 3-й этап —Поклюка(17 — 20 декабря 2009 года)
| Гонка                                                                                    | Женщины | Мужчины |
| ---------------------------------------------------------------------------------------- | --- | --- |
| Индивидуальная гонка 1. 17 декабря 2009 Женщины: 15 км 2. 17 декабря 2009 Мужчины: 20 км | 1. Хелена Юнссон 43:04.1 (0) 2. Анна-Карин Улофссон-Зидек +22.6 (1) 3. Анастасия Кузьмина +27.3 (1) 4. Яна Романова 5. Андреа Хенкель 6. Анна Богалий-Титовец 7. Ольга Медведцева 8. Валя Семеренко 9. Тея Грегорин 10. Мари Дорен Финишный протокол   | 1. Кристоф Зуман 52:19.8 (1) 2. Симон Фуркад +14.2 (1) 3. Александр Ус +30.7 (1) 4. Михал Шлезингр 5. Венсан Же 6. Томаш Сикора 7. Фруде Андресен 8. Даниэль Мезотич 9. Сергей Седнев 10. Павол Гурайт Финишный протокол               |
| Спринт 1. 19 декабря 2009 Женщины: 7,5 км 2. 19 декабря 2009 Мужчины: 10 км              | 1. Светлана Слепцова 24:57.0 (0) 2. Анна Богалий-Титовец +43.4 (1) 3. Магдалена Нойнер +1:02.6 (2) 4. Дарья Домрачева 5. Кати Вильхельм 6. Сандрин Байи 7. Симона Хаусвальд 8. Надежда Скардино 9. Кайса Мякяряйнен 10. Зина Кочер Финишный протокол   | 1. Иван Черезов 28:10.0 (0) 2. Доминик Ландертингер +11.1 (1) 3. Томас Фрай +42.4 (1) 4. Тарьей Бё 5. Антон Шипулин 6. Симон Фуркад 7. Евгений Устюгов 8. Тим Бёрк 9. Арнд Пайффер =10. Симон Эдер =10. Хидэнори Иса Финишный протокол |
| Гонка преследования 1. 20 декабря 2009 Женщины: 10 км 2. 20 декабря 2009 Мужчины: 12 км  | 1. Светлана Слепцова 34:03.2 (2) 2. Магдалена Нойнер +36.3 (3) 3. Анна Богалий-Титовец +43.2 (2) 4. Зина Кочер 5. Тея Грегорин 6. Дарья Домрачева 7. Хелена Юнссон 8. Анна-Карин Улофссон-Зидек 9. Кати Вильхельм 10. Андреа Хенкель Финишный протокол | 1. Евгений Устюгов 34:50.9 (2) 2. Роланд Лессинг +9.2 (0) 3. Симон Эдер +10.8 (2) 4. Арнд Пайффер 5. Доминик Ландертингер 6. Тим Бёрк 7. Клемен Бауэр 8. Иван Черезов 9. Симон Фуркад 10. Симон Шемпп Финишный протокол                |

Положение спортсменов в общем зачёте после третьего этапа:
| 1. Хелена Юнссон        | 342 |
| 2. А.-К. Улофссон-Зидек | 298 |
| 3. Светлана Слепцова    | 272 |
| 4. Ольга Медведцева     | 231 |
| 5. Кати Вильхельм       | 208 |

| 1. Тим Бёрк             | 253 |
| 2. Симон Фуркад         | 246 |
| 3. Кристоф Зуман        | 225 |
| 4. Евгений Устюгов      | 223 |
| 5. Эмиль-Хегле Свендсен | 206 |

### 4-й этап —Оберхоф(6 — 10 января 2010 года)
| Гонка                                                                          | Женщины | Мужчины |
| ------------------------------------------------------------------------------ | --- | --- |
| Эстафета 1. 6 января 2010 Женщины: 4×6 км 2. 7 января 2010 Мужчины: 4×7,5 км   | 1. Россия 1:14:23.6 (0+8) (Богалий-Титовец, Булыгина, Медведцева, Слепцова) 2. Германия +0.3 (0+11) (Бек, Хаусвальд, Бахман, Хенкель) 3. Франция +1:00.9 (0+8) (Брюне, Бекар, Дорен, Байи) Финишный протокол                                 | 1. Норвегия 1:17:03.3 (0+7) (Ханеволд, Бё, Свендсен, Бьёрндален) 2. Франция +27.5 (0+7) (Же, Дефран, С. Фуркад, М. Фуркад) 3. Германия +42.2 (0+9) (Штефан, Грайс, Пайффер, Шемпп) Финишный протокол                                        |
| Спринт 1. 8 января 2010 Женщины: 7,5 км 2. 9 января 2010 Мужчины: 10 км        | 1. Симона Хаусвальд 22:15.1 (1) 2. Хелена Юнссон +8.7 (1) 3. Анн-Кристин Флатланн +17.5 (1) 4. Кати Вильхельм 5. Светлана Слепцова 6. Валя Семеренко 7. Мари Дорен 8. Ван Чуньли 9. Ольга Кудряшова 10. Диана Расимовичюте Финишный протокол | 1. Евгений Устюгов 28:45.0 (3) 2. Михаэль Грайс +2.8 (2) 3. Карл-Юхан Бергман +8.2 (0) 4. Халвар Ханеволд 5. Эмиль-Хегле Свендсен 6. Антон Шипулин 7. Марттен Калдвее 8. Иван Черезов 9. Николай Круглов 10. Александр Ус Финишный протокол |
| Масс-старт 1. 10 января 2010 Женщины: 12,5 км 2. 10 января 2010 Мужчины: 15 км | 1. Андреа Хенкель 40:53.6 (2) 2. Хелена Юнссон +23.4 (2) 3. Тура Бергер +40.3 (2) 4. Мартина Бек 5. Вита Семеренко 6. Ольга Зайцева 7. Симона Хаусвальд 8. Анна Богалий-Титовец 9. Дарья Домрачева 10. Кати Вильхельм Финишный протокол      | 1. Уле-Эйнар Бьёрндален 38:57.3 (1) 2. Тим Бёрк +1:02.9 (2) 3. Томаш Сикора +1:40.6 (3) 4. Евгений Устюгов 5. Арнд Пайффер 6. Александр Ус 7. Симон Фуркад 8. Николай Круглов 9. Ларс Бергер 10. Халвар Ханеволд Финишный протокол          |

Положение спортсменов в общем зачёте после четвёртого этапа:
| 1. Хелена Юнссон        | 450 |
| 2. А.-К. Улофссон-Зидек | 352 |
| 3. Светлана Слепцова    | 337 |
| 4. Кати Вильхельм       | 282 |
| 5. Ольга Медведцева     | 268 |

| 1. Тим Бёрк             | 329 |
| 2. Евгений Устюгов      | 326 |
| 3. Симон Фуркад         | 301 |
| 4. Кристоф Зуман        | 273 |
| 5. Эмиль-Хегле Свендсен | 264 |

### 5-й этап —Рупольдинг(13 — 17 января 2010 года)
| Гонка                                                                          | Женщины | Мужчины |
| ------------------------------------------------------------------------------ | --- | --- |
| Спринт 1. 13 января 2010 Женщины: 7,5 км 2. 14 января 2010 Мужчины: 10 км      | 1. А.-К. Улофссон-Зидек 23:49.6 (0) 2. Ольга Медведцева +29.6 (0) 3. Магдалена Нойнер +42.8 (2) 4. Дарья Домрачева 5. Анна Булыгина 6. Андреа Хенкель 7. Сандрин Байи 8. Тура Бергер 9. Анн-Кристин Флатланн 10. Яна Романова Финишный протокол | 1. Эмиль-Хегле Свендсен 23:27.5 (0) 2. Уле-Эйнар Бьёрндален +3.2 (0) 3. Михаэль Грайс +33.5 (0) 4. Доминик Ландертингер 5. Симон Фуркад 6. Мартен Фуркад 7. Иван Черезов 8. Максим Чудов 9. Евгений Устюгов 10. Кристоф Зуман Финишный протокол  |
| Эстафета 1. 15 января 2010 Женщины: 4×6 км 2. 17 января 2010 Мужчины: 4×7,5 км | 1. Швеция 1:17:37.4 (0+6) (Хёгберг, Улофссон-Зидек, Нильссон, Юнссон) 2. Россия +16.7 (0+8) (Романова, Булыгина, Медведцева, Зайцева) 3. Норвегия +29.1 (0+6) (Эйкеланн, Флатланн, Ругстад, Бергер) Финишный протокол                           | 1. Россия 1:22:29.7 (0+2) (Черезов, Шипулин, Чудов, Устюгов) 2. Норвегия +28.6 (0+6) (Ханеволд, Бё, Бьёрндален, Свендсен) 3. Австрия +1:34.9 (1+9) (Мезотич, Пинтер, Т. Эберхард, Ландертингер) Финишный протокол                                |
| Масс-старт 1. 16 января 2010 Женщины: 12,5 км 2. 16 января 2010 Мужчины: 15 км | 1. Хелена Юнссон 40:58.7 (0) 2. Симона Хаусвальд +23.1 (2) 3. Магдалена Нойнер +35.0 (5) 4. Мартина Бек 5. Кати Вильхельм 6. Тея Грегорин 7. Дарья Домрачева 8. Андреа Хенкель 9. Мари-Лор Брюне 10. Ольга Медведцева Финишный протокол         | 1. Эмиль-Хегле Свендсен 39:19.5 (0) 2. Евгений Устюгов +5.1 (1) 3. Симон Эдер +9.9 (1) 4. Арнд Пайффер 5. Мартен Фуркад 6. Уле-Эйнар Бьёрндален 7. Кристоф Зуман 8. Доминик Ландертингер 9. Александр Ус 10. Андреас Бирнбахер Финишный протокол |

Положение спортсменов в общем зачёте после пятого этапа:
| 1. Хелена Юнссон        | 536 |
| 2. А.-К. Улофссон-Зидек | 435 |
| 3. Светлана Слепцова    | 357 |
| 4. Ольга Медведцева     | 353 |
| 5. Кати Вильхельм       | 350 |

| 1. Евгений Устюгов      | 412 |
| 2. Эмиль-Хегле Свендсен | 384 |
| 3. Симон Фуркад         | 368 |
| 4. Тим Бёрк             | 361 |
| 5. Уле-Эйнар Бьёрндален | 347 |

### 6-й этап —Антерсельва(20 — 24 января 2010 года)
| Гонка                                                                                   | Женщины | Мужчины |
| --------------------------------------------------------------------------------------- | --- | --- |
| Индивидуальная гонка 1. 20 января 2010 Женщины: 15 км 2. 21 января 2010 Мужчины: 20 км  | 1. Магдалена Нойнер 43:14.4 (3) 2. Кати Вильхельм +5.5 (1) 3. Андреа Хенкель +27.4 (2) 4. Ольга Зайцева 5. Селина Гаспарин 6. Микела Понца 7. Мартина Бек 8. Сильви Бекар 9. Симона Хаусвальд 10. Оксана Хвостенко Финишный протокол   | 1. Сергей Седнев 54:06.7 (0) 2. Даниэль Мезотич +44.9 (2) 3. Алексис Бёф +54.3 (1) 4. Ярослав Соукуп 5. Павол Гурайт 6. Кристоф Штефан 7. Максим Чудов 8. Мартен Фуркад 9. Михал Шлезингр 10. Роман Достал Финишный протокол           |
| Спринт 1. 22 января 2010 Женщины: 7,5 км 2. 23 января 2010 Мужчины: 10 км               | 1. Магдалена Нойнер 20:19.7 (1) 2. Андреа Хенкель +13.2 (0) 3. Сандрин Байи +28.6 (0) 4. Анн-Кристин Флатланн 5. Тина Бахман 6. Валя Семеренко 7. Симона Хаусвальд 8. Ольга Зайцева 9. Сильви Бекар 10. Тея Грегорин Финишный протокол | 1. Арнд Пайффер 24:27.4 (0) 2. Доминик Ландертингер +6.0 (1) 3. Кристоф Штефан +15.1 (0) 4. Антон Шипулин 5. Даниэль Мезотич 6. Мартен Фуркад 7. Венсан Дефран 8. Фруде Андресен 9. Симон Эдер 10. Андреас Бирнбахер Финишный протокол |
| Гонка преследования 1. 24 января 2010 Женщины: 10 км 2. 24 января 2010 Мужчины: 12,5 км | 1. Андреа Хенкель 30:59.8 (1) 2. Магдалена Нойнер +23.3 (4) 3. Анн-Кристин Флатланн +44.9 (1) 4. Симона Хаусвальд 5. Ольга Зайцева 6. Сильви Бекар 7. Сандрин Байи 8. Валя Семеренко 9. Тея Грегорин 10. Тина Бахман Финишный протокол | 1. Даниэль Мезотич 31:50.4 (1) 2. Арнд Пайффер +1.7 (1) 3. Доминик Ландертингер +19.7 (3) 4. Мартен Фуркад 5. Кристоф Штефан 6. Томаш Сикора 7. Антон Шипулин 8. Симон Фуркад 9. Сергей Седнев 10. Тобиас Эберхард Финишный протокол   |

Положение спортсменов в общем зачёте после шестого этапа:
| 1. Хелена Юнссон       | 536 |
| 2. Андреа Хенкель      | 465 |
| 3. Симона Хаусвальд    | 452 |
| 4. Кати Вильхельм      | 444 |
| 5. А.-К.Улофссон-Зидек | 435 |

| 1. Симон Фуркад    | 429 |
| 2. Евгений Устюгов | 414 |
| 3. Кристоф Зуман   | 404 |
| 4. Арнд Пайффер    | 395 |
| 5. Тим Бёрк        | 393 |

### Зимние Олимпийские игры 2010 —Ванкувер(13 — 26 февраля 2010 года)
| Гонка                                                                                     | Женщины | Мужчины |
| ----------------------------------------------------------------------------------------- | --- | --- |
| Спринт 1. 13 февраля 2010 Женщины: 7,5 км 2. 14 февраля 2010 Мужчины: 10 км               | Анастасия Кузьмина 19:55.6 (1) Магдалена Нойнер +1.5 (1) Мари Дорен +10.9 (0) 4. Анна Булыгина 5. Елена Хрусталёва 6. Мари-Лор Брюне 7. Ольга Зайцева 8. Дарья Домрачева 9. Анн-Кристин Флатланн 10. Оксана Хвостенко Финишный протокол           | Венсан Же 24:07.8 (0) Эмиль-Хегле Свендсен +12.2 (1) Яков Фак +14.0 (0) 4. Клемен Бауэр 5. Андрей Дериземля 6. Жан-Филипп Легёйллек 7. Павол Гурайт 8. Бьёрн Ферри 9. Джереми Тила 10. Иван Черезов Финишный протокол           |
| Гонка преследования 1. 16 февраля 2010 Женщины: 10 км 2. 16 февраля 2010 Мужчины: 12,5 км | Магдалена Нойнер 30:16.0 (2) Анастасия Кузьмина +12.3 (2) Мари-Лор Брюне +28.3 (0) 4. Анна-Карин Улофссон-Зидек 5. Тура Бергер 6. Анна Булыгина 7. Ольга Зайцева 8. Анн-Кристин Флатланн 9. Андреа Хенкель 10. Елена Хрусталёва Финишный протокол | Бьёрн Ферри 33:38.4 (1) Кристоф Зуман +16.5 (2) Венсан Же +28.2 (2) 4. Симон Эдер 5. Михаэль Грайс 6. Иван Черезов 7. Уле-Эйнар Бьёрндален 8. Эмиль-Хегле Свендсен 9. Клемен Бауэр 10. Сергей Седнев Финишный протокол          |
| Индивидуальная гонка 1. 18 февраля 2010 Женщины: 15 км 2. 18 февраля 2010 Мужчины: 20 км  | Тура Бергер 40:52.8 (1) Елена Хрусталёва +20.7 (0) Дарья Домрачева +28.2 (1) 4. Кати Вильхельм 5. Вероника Новаковская 6. Андреа Хенкель 7. Агнешка Цыль 8. Оксана Хвостенко 9. Людмила Калинчик 10. Магдалена Нойнер Финишный протокол           | Эмиль-Хегле Свендсен 48:22.5 (1) Уле-Эйнар Бьёрндален +9.5 (2) Сергей Новиков +9.5 (0) 4. Евгений Устюгов 5. Павол Гурайт 6. Симон Эдер 7. Томаш Сикора 8. Кристоф Зуман 9. Даниэль Мезотич 10. Михаэль Грайс Финишный протокол |
| Масс-старт 1. 21 февраля 2010 Женщины: 12,5 км 2. 21 февраля 2010 Мужчины: 15 км          | Магдалена Нойнер 35:19.6 (2) Ольга Зайцева +5.5 (1) Симона Хаусвальд +7.3 (2) 4. Ольга Медведцева 5. Дарья Домрачева 6. Сандрин Байи 7. Анастасия Кузьмина 8. Андреа Хенкель 9. Хелена Юнссон 10. Анн-Кристин Флатланн Финишный протокол          | Евгений Устюгов 35:35.7 (0) Мартен Фуркад +10.5 (3) Павол Гурайт +16.6 (0) 4. Кристоф Зуман 5. Даниэль Мезотич 6. Иван Черезов 7. Доминик Ландертингер 8. Венсан Же 9. Яков Фак 10. Михаэль Грайс Финишный протокол             |
| Эстафета 1. 23 февраля 2010 Женщины: 4×6 км 2. 26 февраля 2010 Мужчины: 4×7,5 км          | Россия 1:09:36.3 (0+5) (Слепцова, Богалий-Титовец, Медведцева, Зайцева) Франция +32.8 (2+8) (Брюне, Бекар, Дорен, Байи) Германия +37.1 (0+5) (Вильхельм, Хаусвальд, Бек, Хенкель) Финишный протокол                                               | Норвегия 1:21:38.1 (0+7) (Ханеволд, Бё, Свендсен, Бьёрндален) Австрия +38.6 (1+8) (Эдер, Мезотич, Ландертингер, Зуман) Россия +38.8 (0+4) (Черезов, Шипулин, Чудов, Устюгов) Финишный протокол                                  |

Положение спортсменов в общем зачёте после Олимпиады:
| 1. Магдалена Нойнер    | 625 |
| 2. Хелена Юнссон       | 623 |
| 3. Андреа Хенкель      | 580 |
| 4. А.-К.Улофссон-Зидек | 551 |
| 5. Кати Вильхельм      | 544 |

| 1. Евгений Устюгов      | 569 |
| 2. Кристоф Зуман        | 564 |
| 3. Эмиль-Хегле Свендсен | 560 |
| 4. Симон Эдер           | 485 |
| 5. Уле-Эйнар Бьёрндален | 475 |

### 7-й этап —Контиолахти(12 — 14 марта 2010 года)
| Гонка                                                                                 | Женщины | Мужчины |
| ------------------------------------------------------------------------------------- | --- | --- |
| Смешанная эстафета 1. 12 марта 2010 Женщины + Мужчины: 2×6 + 2×7,5 км                 | 1. Норвегия 1:14.55.0 (1+8) (Флатланн, Бергер, Ханеволд, Бё) 2. Германия +5.4 (0+8) (Вильхельм, Нойнер, Лессер, Шемпп) 3. Италия +35.6 (0+9) (Халлер, Оберхофер, Хофер, Де Лоренци) Финишный протокол                                      | 1. Норвегия 1:14.55.0 (1+8) (Флатланн, Бергер, Ханеволд, Бё) 2. Германия +5.4 (0+8) (Вильхельм, Нойнер, Лессер, Шемпп) 3. Италия +35.6 (0+9) (Халлер, Оберхофер, Хофер, Де Лоренци) Финишный протокол                                   |
| Спринт 1. 13 марта 2010 Женщины: 7,5 км 2. 13 марта 2010 Мужчины: 10 км               | 1. Дарья Домрачева 21:17.5 (0) 2. Ольга Зайцева +8.4 (0) 3. Кати Вильхельм +13.5 (0) 4. Валя Семеренко 5. Магдалена Нойнер 6. Андреа Хенкель 7. Мари-Лор Брюне 8. Оксана Хвостенко 9. Хелена Юнссон 10. Сильви Бекар Финишный протокол     | 1. Иван Черезов 24:42.4 (0) 2. Эмиль-Хегле Свендсен +6.8 (0) 3. Мартен Фуркад +30.1 (2) 4. Арнд Пайффер 5. Кристоф Зуман 6. Алексис Бёф 7. Венсан Же 8. Кристиан Де Лоренци 9. Алексей Волков 10. Ронни Хафсос Финишный протокол        |
| Гонка преследования 1. 14 марта 2010 Женщины: 10 км 2. 14 марта 2010 Мужчины: 12,5 км | 1. Дарья Домрачева 31:32.6 (1) 2. Магдалена Нойнер +12.1 (3) 3. Симона Хаусвальд +18.1 (1) 4. Валя Семеренко 5. Ольга Зайцева 6. Кати Вильхельм 7. Оксана Хвостенко 8. Андреа Хенкель 9. Хелена Юнссон 10. Анна Булыгина Финишный протокол | 1. Мартен Фуркад 32:35.1 (1) 2. Кристиан Де Лоренци +10.1 (1) 3. Венсан Же +15.6 (0) 4. Карл-Юхан Бергман 5. Иван Черезов 6. Михал Шлезингр 7. Эмиль-Хегле Свендсен 8. Павол Гурайт 9. Арнд Пайффер 10. Магнус Юнссон Финишный протокол |

Положение спортсменов в общем зачёте после седьмого этапа:
| 1. Магдалена Нойнер | 719 |
| 2. Хелена Юнссон    | 687 |
| 3. Андреа Хенкель   | 652 |
| 4. Кати Вильхельм   | 630 |
| 5. Симона Хаусвальд | 617 |

| 1. Эмиль-Хегле Свендсен | 650 |
| 2. Кристоф Зуман        | 629 |
| 3. Евгений Устюгов      | 603 |
| 4. Иван Черезов         | 559 |
| 5. Симон Эдер           | 542 |

### 8-й этап —Осло/Хольменколлен(18 — 21 марта 2010 года)
| Гонка                                                                                 | Женщины | Мужчины |
| ------------------------------------------------------------------------------------- | --- | --- |
| Спринт 1. 18 марта 2010 Женщины: 7,5 км 2. 18 марта 2010 Мужчины: 10 км               | 1. Симона Хаусвальд 20:42.4 (0) 2. Дарья Домрачева +4.9 (0) 3. Анна-Карин Улофссон-Зидек +14.4 (0) 4. Яна Романова 5. Людмила Калинчик 6. Магдалена Нойнер 7. Светлана Слепцова 8. Анна Богалий-Титовец 9. Селина Гаспарин 10. Кати Вильхельм Финишный протокол | 1. Мартен Фуркад 26:08.1 (0) 2. Максим Чудов +7.1 (0) 3. Кристоф Зуман +9.4 (0) 4. Алексей Волков 5. Янез Марич 6. Бьёрн Ферри 7. Даниэль Мезотич 8. Евгений Устюгов 9. Симон Шемпп 10. Симон Фуркад Финишный протокол                     |
| Гонка преследования 1. 20 марта 2010 Женщины: 10 км 2. 20 марта 2010 Мужчины: 12,5 км | 1. Симона Хаусвальд 32:05.5 (3) 2. Дарья Домрачева +5.4 (1) 3. Анна-Карин Улофссон-Зидек +39.8 (2) 4. Ольга Зайцева 5. Анна Богалий-Титовец 6. Мари-Лор Брюне 7. Мартина Бек 8. Магдалена Нойнер 9. Яна Романова 10. Светлана Слепцова Финишный протокол        | 1. Мартен Фуркад 33:46.9 (3) 2. Симон Шемпп +9.0 (0) 3. Иван Черезов +26.2 (1) 4. Эмиль-Хегле Свендсен 5. Доминик Ландертингер 6. Евгений Устюгов 7. Алексей Волков 8. Бьёрн Ферри 9. Симон Фуркад 10. Фредрик Линдстрём Финишный протокол |
| Масс-старт 1. 21 марта 2010 Женщины: 12,5 км 2. 21 марта 2010 Мужчины: 15 км          | 1. Симона Хаусвальд 37:00.7 (2) 2. Вита Семеренко +14.7 (0) 3. Магдалена Нойнер +22.2 (3) 4. Андреа Хенкель 5. Валя Семеренко 6. Яна Романова 7. Мартина Бек 8. Дарья Домрачева 9. Анна-Карин Улофссон-Зидек 10. Кати Вильхельм Финишный протокол               | 1. Иван Черезов 40:10.1 (0) 2. Кристоф Зуман +26.3 (3) 3. Эмиль-Хегле Свендсен +34.6 (2) 4. Андреас Бирнбахер 5. Евгений Устюгов 6. Симон Фуркад 7. Венсан Же 8. Максим Чудов 9. Халвар Ханеволд 10. Андрей Дериземля Финишный протокол    |

Положение спортсменов в общем зачёте после восьмого этапа:
| 1. Магдалена Нойнер    | 839 |
| 2. Симона Хаусвальд    | 797 |
| 3. Хелена Юнссон       | 744 |
| 4. Андреа Хенкель      | 741 |
| 5. А.-К.Улофссон-Зидек | 729 |

| 1. Эмиль-Хегле Свендсен | 772 |
| 2. Кристоф Зуман        | 758 |
| 3. Евгений Устюгов      | 715 |
| 4. Иван Черезов         | 685 |
| 5. Мартен Фуркад        | 681 |

### 9-й этап —Ханты-Мансийск(25 — 28 марта 2010 года)
| Гонка                                                                        | Женщины | Мужчины |
| ---------------------------------------------------------------------------- | --- | --- |
| Спринт 1. 25 марта 2010 Женщины: 7,5 км 2. 26 марта 2010 Мужчины: 10 км      | 1. Яна Романова 20:59.3 (0) 2. Мари-Лор Брюне +10.9 (0) 3. Хелена Юнссон +15.5 (0) 4. Симона Хаусвальд 5. Ольга Медведцева 6. Мари Дорен 7. Анна Булыгина 8. Магдалена Нойнер 9. Анастасия Кузьмина 10. Ольга Зайцева Финишный протокол | 1. Иван Черезов 24:24.3 (0) 2. Кристиан Де Лоренци +13.8 (0) 3. Андрей Дериземля +16.7 (1) 4. Кристоф Зуман 5. Уле-Эйнар Бьёрндален 6. Арнд Пайффер 7. Симон Шемпп 8. Эмиль-Хегле Свендсен 9. Андреас Бирнбахер 10. Бьёрн Ферри Финишный протокол |
| Масс-старт 1. 27 марта 2010 Женщины: 12,5 км 2. 27 марта 2010 Мужчины: 15 км | 1. Магдалена Нойнер 36:20.0 (3) 2. Сандрин Байи +17.2 (1) 3. Анастасия Кузьмина +23.6 (1) 4. Мари-Лор Брюне 5. Тура Бергер 6. Кати Вильхельм 7. Ольга Зайцева 8. Яна Романова 9. Ольга Медведцева 10. Вита Семеренко Финишный протокол  | 1. Доминик Ландертингер 38:19.8 (1) 2. Арнд Пайффер +3.6 (0) 3. Халвар Ханеволд +11.2 (0) 4. Симон Эдер 5. Симон Фуркад 6. Мартен Фуркад 7. Кристиан Де Лоренци 8. Андрей Дериземля 9. Иван Черезов 10. Венсан Же Финишный протокол               |
| Смешанная эстафета 1. 28 марта 2010 Женщины + Мужчины: 2×6 + 2×7,5 км        | 1. Германия 1:18.17.4 (0+6) (Хаусвальд, Нойнер, Шемпп, Пайффер) 2. Норвегия +1:24.0 (0+6) (Флатланн, Бергер, Свендсен, Бьёрндален) 3. Швеция +1:30.8 (0+11) (Юнссон, Улофссон-Зидек, Ферри, Бергман) Финишный протокол                  | 1. Германия 1:18.17.4 (0+6) (Хаусвальд, Нойнер, Шемпп, Пайффер) 2. Норвегия +1:24.0 (0+6) (Флатланн, Бергер, Свендсен, Бьёрндален) 3. Швеция +1:30.8 (0+11) (Юнссон, Улофссон-Зидек, Ферри, Бергман) Финишный протокол                            |

## Общий зачёт Кубка мира
Курсивом выделены очки за гонки, после которых спортсмены являлись лидерами общего зачёта Кубка мира.
Жирным выделены очки за гонки, после которых спортсмены стали победителями общего зачёта Кубка мира.
При окончательном подсчёте не берётся в расчёт три гонки, принесших наименьшее число очков.
Мужчины
| №  | Спортсмен        | Очки | Эст | Эст | Хох | Хох | Пок | Пок | Пок | Обе | Обе | Руп | Руп | Ант | Ант | Ант | Ван | Ван | Ван | Ван | Кон | Кон | Хол | Хол | Хол | Хан | Хан |
| №  | Спортсмен        | Очки | Инд | Спр | Спр | Прс | Инд | Спр | Прс | Спр | МС  | Спр | МС  | Инд | Спр | Прс | Спр | Прс | Инд | МС  | Спр | Прс | Спр | Прс | МС  | Спр | МС  |
| -- | ---------------- | ---- | --- | --- | --- | --- | --- | --- | --- | --- | --- | --- | --- | --- | --- | --- | --- | --- | --- | --- | --- | --- | --- | --- | --- | --- | --- |
| 1  | Э.-Х. Свендсен   | 828  | 60  | 54  | 32  | 60  | −   | −   | −   | 40  | 18  | 60  | 60  | −   | −   | −   | 54  | 34  | 60  | 28  | 54  | 34  | 26  | 43  | 48  | 34  | 27  |
| 2  | Кристоф Зуман    | 813  | 48  | 36  | 38  | 43  | 60  | 0   | −   | 21  | 27  | 31  | 36  | 28  | 6   | 30  | 29  | 54  | 34  | 43  | 40  | 25  | 48  | 27  | 54  | 43  | 18  |
| 3  | Иван Черезов     | 782  | 0   | −   | 16  | 19  | 26  | 60  | 34  | 34  | 24  | 36  | 24  | −   | 24  | 29  | 31  | 38  | 26  | 38  | 60  | 40  | 23  | 48  | 60  | 60  | 32  |
| 4  | Евгений Устюгов  | 752  | 27  | 2   | 48  | 40  | 10  | 36  | 60  | 60  | 43  | 32  | 54  | ~   | 0   | 2   | 26  | 26  | 43  | 60  | 14  | 20  | 34  | 38  | 40  | 26  | 13  |
| 5  | Мартен Фуркад    | 719  | 36  | 34  | 29  | 27  | −   | −   | −   | 0   | 20  | 38  | 40  | 34  | 38  | 43  | 6   | 7   | 27  | 54  | 48  | 60  | 60  | 60  | 20  | 0   | 38  |
| 6  | Д. Ландертингер  | 701  | 24  | 13  | 28  | 21  | −   | 54  | 43  | 0   | 25  | 43  | 34  | −   | 54  | 48  | 7   | 27  | 18  | 36  | 20  | 26  | 24  | 40  | 27  | 29  | 60  |
| 7  | Симон Фуркад     | 655  | 25  | 32  | 31  | 34  | 54  | 38  | 32  | 19  | 36  | 40  | 27  | −   | 27  | 34  | 0   | −   | 1   | 27  | 11  | 22  | 31  | 32  | 38  | 24  | 40  |
| 8  | Симон Эдер       | 653  | 0   | 28  | 36  | 54  | −   | 31  | 48  | 2   | 23  | 4   | 48  | 29  | 32  | 23  | 30  | 43  | 38  | 16  | 29  | 28  | 27  | 13  | 23  | 7   | 43  |
| 9  | Арнд Пайффер     | 646  | 0   | 31  | 27  | 14  | 23  | 32  | 40  | 3   | 40  | 11  | 43  | 17  | 60  | 54  | 4   | 4   | −   | 24  | 43  | 32  | 21  | 20  | 14  | 38  | 54  |
| 10 | У.-Э. Бьёрндален | 593  | 0   | 60  | 60  | 48  | −   | −   | −   | 27  | 60  | 54  | 38  | −   | −   | −   | 24  | 36  | 54  | 14  | −   | −   | 0   | 24  | 28  | 40  | 26  |

Женщины
| №  | Спортсмен            | Очки | Эст | Эст | Хох | Хох | Пок | Пок | Пок | Обе | Обе | Руп | Руп | Ант | Ант | Ант | Ван | Ван | Ван | Ван | Кон | Кон | Хол | Хол | Хол | Хан | Хан |
| №  | Спортсмен            | Очки | Инд | Спр | Спр | Прс | Инд | Спр | Прс | Спр | МС  | Спр | МС  | Инд | Спр | Прс | Спр | Прс | Инд | МС  | Спр | Прс | Спр | Прс | МС  | Спр | МС  |
| -- | -------------------- | ---- | --- | --- | --- | --- | --- | --- | --- | --- | --- | --- | --- | --- | --- | --- | --- | --- | --- | --- | --- | --- | --- | --- | --- | --- | --- |
| 1  | Магдалена Нойнер     | 933  | −   | −   | 12  | 13  | 23  | 48  | 54  | −   | −   | 48  | 48  | 60  | 60  | 54  | 54  | 60  | 31  | 60  | 40  | 54  | 38  | 34  | 48  | 34  | 60  |
| 2  | Симона Хаусвальд     | 857  | 9   | 0   | 43  | 36  | 14  | 36  | 30  | 60  | 36  | 23  | 54  | 32  | 36  | 43  | 16  | 26  | −   | 48  | 29  | 48  | 60  | 60  | 60  | 43  | 24  |
| 3  | Хелена Юнссон        | 820  | 60  | 43  | 54  | 60  | 60  | 29  | 36  | 54  | 54  | 26  | 60  | ~   | ~   | ~   | 30  | 28  | 0   | 32  | 32  | 32  | 18  | 28  | 14  | 48  | 22  |
| 4  | Андреа Хенкель       | 786  | 14  | 21  | 24  | 38  | 40  | 0   | 31  | 3   | 60  | 38  | 34  | 48  | 54  | 60  | 15  | 32  | 38  | 34  | 38  | 34  | 27  | 20  | 43  | 29  | 28  |
| 5  | А.-К. Улофссон-Зидек | 778  | 54  | 32  | 60  | 34  | 54  | 30  | 34  | 25  | 29  | 60  | 23  | −   | −   | −   | 22  | 43  | 24  | 29  | 22  | 28  | 48  | 48  | 32  | 28  | 19  |
| 6  | Дарья Домрачева      | 773  | 48  | 0   | 13  | 21  | 25  | 43  | 38  | 14  | 32  | 43  | 36  | −   | −   | −   | 34  | 27  | 48  | 40  | 60  | 60  | 54  | 54  | 34  | 22  | 27  |
| 7  | Кати Вильхельм       | 736  | 24  | 38  | 36  | 23  | 15  | 40  | 32  | 43  | 31  | 28  | 40  | 54  | 23  | 18  | 12  | 30  | 43  | 17  | 48  | 38  | 31  | 30  | 31  | 16  | 38  |
| 8  | Ольга Зайцева        | 720  | 0   | 29  | 48  | 48  | −   | 0   | −   | −   | 38  | 24  | 26  | 43  | 34  | 40  | 36  | 36  | 15  | 54  | 54  | 40  | 25  | 43  | 20  | 31  | 36  |
| 9  | Мари-Лор Брюне       | 684  | 36  | 27  | 25  | 18  | 28  | 7   | −   | 24  | 26  | −   | 32  | 30  | 27  | 29  | 38  | 48  | 29  | 27  | 36  | 19  | 29  | 38  | 21  | 54  | 43  |
| 10 | Светлана Слепцова    | 576  | 43  | 25  | 30  | 54  | −   | 60  | 60  | 40  | 25  | 20  | −   | −   | 5   | 12  | 29  | 24  | −   | 28  | −   | −   | 36  | 31  | 16  | 12  | 26  |

## Зачёт малого Кубка мира
Малый Кубок мира разыгрывается по каждой дисциплине отдельно. При окончательном подсчёте не берётся в расчёт одна гонка, принесшая наименьшее число очков (очки за такие гонки выделены перечеркнутым шрифтом).

### Индивидуальные гонки
| №  | Спортсмен       | Очки | Эст | Пок | Ант | Ван |
| -- | --------------- | ---- | --- | --- | --- | --- |
| 1  | Кристоф Зуман   | 142  | 48  | 60  | 28  | 34  |
| 2  | Э.-Х. Свендсен  | 120  | 60  | −   | −   | 60  |
| 3  | Даниэль Мезотич | 120  | 11  | 34  | 54  | 32  |
| 4  | Сергей Седнев   | 114  | 22  | 32  | 60  | 0   |
| 5  | Павол Гурайт    | 111  | 7   | 31  | 40  | 40  |
| 6  | Томаш Сикора    | 101  | 0   | 38  | 27  | 36  |
| 7  | Михал Шлезингр  | 99   | 11  | 43  | 32  | 24  |
| 8  | Мартен Фуркад   | 97   | 36  | −   | 34  | 27  |
| 9  | Тим Бурк        | 93   | 54  | 27  | 12  | 0   |
| 10 | Александр Ус    | 90   | 29  | 48  | −   | 13  |

| №  | Спортсмен            | Очки | Эст | Пок | Ант | Ван |
| -- | -------------------- | ---- | --- | --- | --- | --- |
| 1  | А.-К. Улофссон-Зидек | 132  | 54  | 54  | −   | 24  |
| 2  | Андреа Хенкель       | 126  | 14  | 40  | 48  | 38  |
| 3  | Кати Вильхельм       | 121  | 24  | 15  | 54  | 43  |
| 4  | Дарья Домрачева      | 121  | 48  | 25  | −   | 48  |
| 5  | Хелена Юнссон        | 120  | 60  | 60  | ~   | 0   |
| 6  | Магдалена Нойнер     | 114  | −   | 23  | 60  | 31  |
| 7  | Оксана Хвостенко     | 103  | 38  | 26  | 31  | 34  |
| 8  | Валя Семеренко       | 102  | 40  | 34  | 19  | 28  |
| 9  | Мари-Лор Брюне       | 95   | 36  | 28  | 30  | 29  |
| 10 | Яна Романова         | 90   | 20  | 43  | 27  | 0   |

### Спринтерские гонки
Мужчины
| №  | Спортсмен            | Очки | Эст | Хох | Пок | Обе | Руп | Ант | Ван | Кон | Хол | Хан |
| -- | -------------------- | ---- | --- | --- | --- | --- | --- | --- | --- | --- | --- | --- |
| 1  | Эмиль-Хегле Свендсен | 354  | 54  | 32  | −   | 40  | 60  | −   | 54  | 54  | 26  | 34  |
| 2  | Иван Черезов         | 344  | −   | 16  | 60  | 34  | 36  | 24  | 31  | 60  | 23  | 60  |
| 3  | Кристоф Зуман        | 292  | 36  | 38  | 0   | 21  | 31  | 6   | 29  | 40  | 48  | 43  |
| 4  | Евгений Устюгов      | 278  | 2   | 48  | 36  | 60  | 32  | 0   | 26  | 14  | 34  | 26  |
| 5  | Доминик Ландертингер | 272  | 13  | 28  | 54  | 0   | 43  | 54  | 7   | 20  | 24  | 29  |
| 6  | Арнд Пайффер         | 267  | 31  | 27  | 32  | 3   | 11  | 60  | 4   | 43  | 21  | 38  |
| 7  | Уле-Эйнар Бьёрндален | 265  | 60  | 60  | ~   | 27  | 54  | ~   | 24  | −   | 0   | 40  |
| 8  | Мартен Фуркад        | 253  | 34  | 29  | −   | 8   | 38  | 38  | 6   | 48  | 60  | 0   |
| 9  | Симон Фуркад         | 253  | 32  | 31  | 38  | 19  | 40  | 27  | 0   | 11  | 31  | 24  |
| 10 | Михаэль Грайс        | 251  | 40  | 18  | 29  | 54  | 48  | −   | 20  | 0   | 29  | 13  |

Женщины
| №  | Спортсмен                 | Очки | Эст | Хох | Пок | Обе | Руп | Ант | Ван | Кон | Хол | Хан |
| -- | ------------------------- | ---- | --- | --- | --- | --- | --- | --- | --- | --- | --- | --- |
| 1  | Симона Хаусвальд          | 346  | 0   | 43  | 36  | 60  | 23  | 36  | 16  | 29  | 60  | 43  |
| 2  | Магдалена Нойнер          | 334  | −   | 12  | 48  | −   | 48  | 60  | 54  | 40  | 38  | 34  |
| 3  | Хелена Юнссон             | 334  | 43  | 54  | 29  | 54  | 26  | −   | 30  | 32  | 18  | 48  |
| 4  | Анна-Карин Улофссон-Зидек | 327  | 32  | 60  | 30  | 25  | 60  | −   | 22  | 22  | 48  | 28  |
| 5  | Кати Вильхельм            | 303  | 38  | 36  | 40  | 43  | 28  | 23  | 11  | 48  | 31  | 16  |
| 6  | Дарья Домрачева           | 283  | 0   | 13  | 43  | 14  | −   | 43  | 34  | 60  | 54  | 22  |
| 7  | Ольга Зайцева             | 281  | 29  | 48  | 0   | −   | 24  | 34  | 36  | 54  | 25  | 31  |
| 8  | Мари-Лор Брюне            | 267  | 27  | 25  | 7   | 24  | −   | 27  | 38  | 36  | 29  | 54  |
| 9  | Ольга Медведцева          | 263  | 54  | 38  | 24  | 22  | 54  | 11  | 20  | −   | −   | 40  |
| 10 | Светлана Слепцова         | 257  | 25  | 30  | 60  | 40  | 20  | 5   | 29  | −   | 36  | 12  |

### Гонки преследования
| №  | Спортсмен       | Очки | Хох | Пок | Ант | Ван | Кон | Хол |
| -- | --------------- | ---- | --- | --- | --- | --- | --- | --- |
| 1  | Мартен Фуркад   | 197  | 27  | −   | 43  | 7   | 60  | 60  |
| 2  | Симон Эдер      | 196  | 54  | 48  | 23  | 43  | 28  | 13  |
| 3  | Иван Черезов    | 189  | 19  | 34  | 29  | 38  | 40  | 48  |
| 4  | Евгений Устюгов | 184  | 40  | 60  | 2   | 26  | 20  | 38  |
| 5  | Д. Ландертингер | 184  | 21  | 43  | 48  | 27  | 26  | 40  |
| 6  | Кристоф Зуман   | 179  | 43  | −   | 30  | 54  | 25  | 27  |
| 7  | Венсан Же       | 174  | −   | 30  | 25  | 48  | 48  | 23  |
| 8  | Э.-Х. Свендсен  | 173  | 60  | −   | −   | 34  | 36  | 43  |
| 9  | Арнд Пайффер    | 160  | 14  | 40  | 54  | 4   | 32  | 20  |
| 10 | Бьёрн Ферри     | 157  | 36  | 27  | −   | 60  | −   | 34  |

| №  | Спортсмен            | Очки | Хох | Пок | Ант | Ван | Кон | Хол |
| -- | -------------------- | ---- | --- | --- | --- | --- | --- | --- |
| 1  | Магдалена Нойнер     | 256  | 13  | 54  | 54  | 60  | 54  | 34  |
| 2  | Симона Хаусвальд     | 217  | 36  | 30  | 43  | 25  | 48  | 60  |
| 3  | Ольга Зайцева        | 207  | 48  | −   | 40  | 36  | 40  | 43  |
| 4  | Дарья Домрачева      | 200  | 21  | 38  | −   | 27  | 60  | 54  |
| 5  | Андреа Хенкель       | 195  | 38  | 31  | 60  | 32  | 34  | 20  |
| 6  | А.-К. Улофссон-Зидек | 187  | 34  | 34  | −   | 43  | 28  | 48  |
| 7  | Хелена Юнссон        | 184  | 60  | 36  | −   | 28  | 32  | 28  |
| 8  | Светлана Слепцова    | 181  | 54  | 60  | 12  | 24  | −   | 31  |
| 9  | Кати Вильхельм       | 153  | 23  | 32  | 18  | 30  | 38  | 30  |
| 10 | Мари-Лор Брюне       | 152  | 18  | −   | 29  | 48  | 19  | 38  |

### Масс-старт
| №  | Спортсмен            | Очки | Обе | Руп | Ван | Хол | Хан |
| -- | -------------------- | ---- | --- | --- | --- | --- | --- |
| 1  | Евгений Устюгов      | 197  | 43  | 54  | 60  | 40  | 13  |
| 2  | Э.-Х. Свендсен       | 163  | 18  | 60  | 28  | 48  | 27  |
| 3  | Арнд Пайффер         | 161  | 40  | 43  | 24  | 14  | 54  |
| 4  | Кристоф Зуман        | 160  | 27  | 36  | 43  | 54  | 18  |
| 5  | Доминик Ландертингер | 157  | 25  | 34  | 36  | 27  | 60  |
| 6  | Иван Черезов         | 154  | 24  | 24  | 38  | 60  | 32  |
| 7  | У.-Э. Бьёрндален     | 152  | 60  | 38  | 14  | 28  | 26  |
| 8  | Мартен Фуркад        | 152  | 20  | 40  | 54  | 20  | 38  |
| 9  | Симон Фуркад         | 141  | 36  | 27  | 27  | 38  | 40  |
| 10 | Симон Эдер           | 137  | 23  | 48  | 16  | 23  | 43  |

| №  | Спортсмен        | Очки | Обе | Руп | Ван | Хол | Хан |
| -- | ---------------- | ---- | --- | --- | --- | --- | --- |
| 1  | Магдалена Нойнер | 216  | −   | 48  | 60  | 48  | 60  |
| 2  | Симона Хаусвальд | 198  | 36  | 54  | 48  | 60  | 23  |
| 3  | Андреа Хенкель   | 171  | 60  | 34  | 34  | 43  | 28  |
| 4  | Хелена Юнссон    | 168  | 54  | 60  | 32  | 14  | 22  |
| 5  | Ольга Зайцева    | 154  | 38  | 26  | 54  | 20  | 36  |
| 6  | Сандрин Байи     | 146  | 27  | 0   | 38  | 27  | 54  |
| 7  | Дарья Домрачева  | 142  | 32  | 36  | 40  | 34  | 27  |
| 8  | Тура Бергер      | 140  | 48  | 28  | 24  | 23  | 40  |
| 9  | Кати Вильхельм   | 140  | 31  | 40  | 17  | 31  | 38  |
| 10 | Мартина Бек      | 135  | 43  | 43  | −   | 36  | 13  |

### Эстафеты
| №  | Сборная   | Очки | Эст | Хох | Обе | Руп | Ван |
| -- | --------- | ---- | --- | --- | --- | --- | --- |
| 1  | Норвегия  | 228  | 54  | 40  | 60  | 54  | 60  |
| 2  | Австрия   | 210  | 48  | 60  | 43  | 48  | 54  |
| 3  | Россия    | 205  | 43  | 54  | 40  | 60  | 48  |
| 4  | Франция   | 195  | 60  | 43  | 54  | 34  | 38  |
| 5  | Германия  | 179  | 40  | 48  | 48  | 43  | 40  |
| 6  | Швеция    | 155  | 38  | 38  | 31  | 36  | 43  |
| 7  | Швейцария | 144  | 32  | 34  | 38  | 40  | 32  |
| 8  | США       | 133  | 36  | 31  | −   | 38  | 28  |
| 9  | Чехия     | 133  | 30  | 36  | −   | 31  | 36  |
| 10 | Украина   | 131  | 34  | 21  | 34  | 29  | 34  |

| №  | Сборная  | Очки | Эст | Хох | Обе | Руп | Ван |
| -- | -------- | ---- | --- | --- | --- | --- | --- |
| 1  | Россия   | 234  | 54  | 60  | 60  | 54  | 60  |
| 2  | Германия | 205  | 60  | 43  | 54  | 43  | 48  |
| 3  | Франция  | 204  | 48  | 54  | 48  | 34  | 54  |
| 4  | Швеция   | 191  | 43  | 48  | 40  | 60  | 40  |
| 5  | Норвегия | 165  | 34  | 40  | 31  | 48  | 43  |
| 6  | Украина  | 151  | 38  | 32  | 43  | 29  | 38  |
| 7  | Китай    | 150  | 40  | 34  | 36  | 40  | 32  |
| 8  | Беларусь | 138  | 32  | 31  | 38  | 32  | 36  |
| 9  | Польша   | 136  | 36  | 38  | 32  | −   | 30  |
| 10 | Чехия    | 121  | 28  | 29  | −   | 38  | 26  |

Смешанные эстафеты
Малый кубок по смешанным эстафетам не разыгрывается.

## Зачёт Кубка наций
Рассчитывается по результатам индивидуальных гонок, спринтерских гонок и эстафет.
| №  | Страна    | Очки |
| -- | --------- | ---- |
| 1  | Норвегия  | 6250 |
| 2  | Россия    | 6161 |
| 3  | Австрия   | 6107 |
| 4  | Франция   | 5846 |
| 5  | Германия  | 5760 |
| 6  | Швеция    | 5147 |
| 7  | Украина   | 5001 |
| 8  | Швейцария | 4868 |
| 9  | Чехия     | 4697 |
| 10 | США       | 4448 |

| №  | Страна    | Очки |
| -- | --------- | ---- |
| 1  | Германия  | 6311 |
| 2  | Россия    | 6291 |
| 3  | Швеция    | 5837 |
| 4  | Франция   | 5835 |
| 5  | Украина   | 5460 |
| 6  | Беларусь  | 5207 |
| 7  | Норвегия  | 5123 |
| 8  | Польша    | 4761 |
| 9  | Словения  | 4509 |
| 10 | Казахстан | 4093 |